# Wspólnota administracyjna Falkenstein (Bawaria)
Wspólnota administracyjna Falkenstein – wspólnota administracyjna (niem. Verwaltungsgemeinschaft) w Niemczech, w kraju związkowym Bawaria, w rejencji Górny Palatynat, w regionie Ratyzbona, w powiecie Cham. Siedziba wspólnoty znajduje się w miejscowości Falkenstein.
Wspólnota administracyjna zrzesza gminę targową (Markt) oraz dwie gminy wiejskie (Gemeinde): 
- Falkenstein, gmina targowa, 3 224 mieszkańców, 45,46 km²
- Michelsneukirchen, 1 763 mieszkańców, 32,86 km²
- Rettenbach, 1 772 mieszkańców, 26,72 km²